# Cholera drobiu

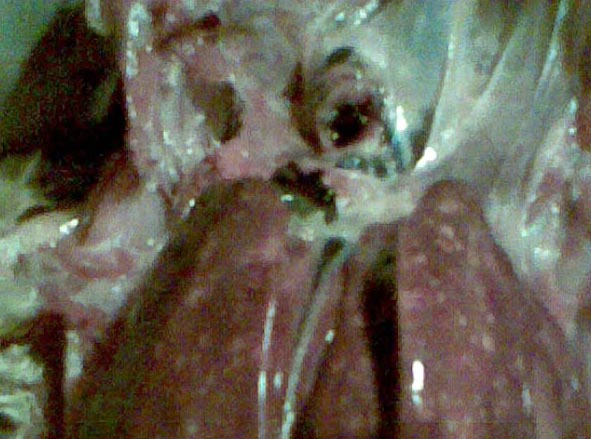
Ogniska martwicze na wątrobie

Cholera drobiu, pastereloza – choroba zakaźna ptactwa wywoływana przez pałeczkę Pasteurella multocida.
Choroba często powoduje śmiertelność ptactwa domowego oraz dzikiego. Ptaki zakażają się przez zainfekowaną karmę lub wodę. Zwykle objawami są: gorączka, utrata apetytu, zasinienie grzebienia oraz biegunka. Stosuje się szczepienia ochronne. Zwierzęta leczy się farmakologicznie.
W 2011 roku epidemia cholery drobiu zabiła tysiące edredonów w arktycznych regionach Kanady. W marcu 2015 roku kolejna epidemia ptasiej cholery zabiła około 2000 gęsi śnieżnych w północnym Idaho podczas ich wiosennego przelotu.